# Tack, o Jesus, att du låter
Tack, o Jesus, att du låter är en psalm med två 8-radiga verser.
Melodin komponerad av den tyske organisten Wolfgang Wessnitzer 1661. Meterklass 129. D-dur 4/4-dels takt.

## Publicerad i
- Svensk söndagsskolsångbok 1929 som nr 89 under rubriken "Sabbatsdagen"